# Stadtwerke Pulheim
Die Stadtwerke Pulheim GmbH ist der lokale Energieversorger in Pulheim. Die Stadtwerke wurden im Jahr 2009 gegründet und liefern Strom und Erdgas in die 12 Stadtteile von Pulheim und ins Umland.

## Unternehmen
Die Stadtwerke Pulheim sind ein Unternehmen der Stadt Pulheim. Die Stadt Pulheim hält mit 51 Prozent die Mehrheit der Anteile der Stadtwerke Pulheim GmbH.
In einem europaweiten Vergabeverfahren suchte die Stadt Pulheim einen Beteiligungspartner für die Stadtwerke Pulheim. Hierbei wurde die Bietergemeinschaft aus BS Energy und Veolia Deutschland ausgewählt. Die Bietergemeinschaft hielt seitdem 49 Prozent der Anteile. Die Beteiligung wurde im Januar 2018 an die Rheinenergie AG veräußert.